# NGC 6015
NGC 6015 (również PGC 56219 lub UGC 10075) – galaktyka spiralna (Sc), znajdująca się w gwiazdozbiorze Smoka. Odkrył ją William Herschel 2 czerwca 1788 roku.